# Adam Black
Retrato por John Watson Gordon
Adam Black FRSE (Edimburgo, 20 de fevereiro de 1784 — Edimburgo, 24 de janeiro de 1874) foi um editor e político escocês. Fundou a editora A & C Black e publicou as 7.ª, 8.ª e 9.ª edições da Encyclopædia Britannica.

## Biografia

### Editoração
Black nasceu na rua Charles, em Edimburgo, filho de Isabella Nicol e Charles Black, um mestre de obras. Foi educado na Royal High School e, durante um período, frequentou aulas de grego na Universidade de Edimburgo. Após trabalhar como aprendiz por cinco anos para o Sr. Fairbairn, um livreiro de Edimburgo, foi para Londres, onde foi assistente por dois anos na casa de Lackington, Allen e Cia., o 'Temple of the Muses', em Finsbury. Em 1808, retornou a Edimburgo, onde, após trabalhar com venda de livros em seu próprio nome por alguns anos, fez parceria com seu sobrinho e fundou a casa Adam e Charles Black. Em 1826, foi reconhecido como um dos principais livreiros da cidade.
Com a falência da Archibald Constable & Co. em 1827, a empresa adquiriu os direitos autorais da Encyclopædia Britannica, juntamente com os co-investidores Macvey Napier e James Browne LLD. Nessa função, tornou-se editor do estimado volume e produziu as 7ª, 8ª e 9ª edições da Encyclopædia Britannica. Ele também negociou a compra do estoque e dos direitos autorais das Waverley Novels de Sir Walter Scott e de outras obras, que imediatamente começaram a publicar em edições adequadas a todas as classes da comunidade, com notável sucesso.
Em 1817, transferiu sua livraria para a 27 North Bridge na Cidade Velha e, em 1832, sua residência é indicada como a 30 Broughton Place, na parte leste da Cidade Nova. Em 1851, a empresa comprou os direitos autorais das Waverley Novels por 27 mil libras e, em 1861, tornou-se proprietária das obras de Thomas de Quincey.

### Política
Pouco após se estabelecer em Edimburgo, ele começou, com um risco considerável para suas perspectivas de negócios, a ter um papel proeminente na política geral e do burgo como seu político liberal. Como membro da Companhia de Comerciantes, da qual foi eleito mestre em 1831, sua defesa enérgica de uma medida completa de reforma do burgo foi de grande ajuda para acelerar a queda das corporações fechadas e, em relação às Leis de Corporações e Testes, seu procedimento foi igualmente intransigente. Tendo se tornado membro do primeiro conselho municipal de Edimburgo após a aprovação da Lei da Reforma, em 1832, foi escolhido tesoureiro da cidade na época de sua liquidação e ajudou substancialmente a organizar seus negócios.
Foi eleito duas vezes Lorde Reitor de Edimburgo e, por conta de sua administração bem-sucedida dos assuntos da cidade nesse período crítico, de 1843 a 1848, recebeu a oferta de um título de nobreza, que recusou. Em todos os esquemas públicos proeminentes relacionados à cidade, ele teve um interesse ativo e, na fundação da conhecida Instituição Filosófica em 1845, foi eleito seu primeiro presidente. Foi fundamental na apresentação de Thomas Macaulay aos eleitores de Edimburgo e, quando este último foi elevado à nobreza em 1856, sucedeu-o como membro da cidade, que continuou a representar até 1865.
Sua perspicácia prática e honestidade direta lhe garantiram a confiança especial dos líderes do Partido Liberal no parlamento, por quem era muito consultado em assuntos relacionados à Escócia.

### Últimos anos
Black se aposentou dos negócios em 1865 e viveu seus últimos anos em 38 Drummond Place, na Cidade Nova. Faleceu em Edimburgo, em seu nonagésimo ano, em 24 de janeiro de 1874. Está sepultado no cemitério de Warriston, na face externa das catacumbas, próximo a James Young Simpson.
Em 1877, uma estátua de bronze de Adam Black, feita por John Hutchison, foi erguida em East Prince's Street Gardens, Edimburgo.

### Família
Black foi casado com Isabella Tait (1796–1877), irmã de William Tait, da Tait's Magazine e sucedido por seus filhos na A & C Black, que transferiram seus negócios para Londres em 1895. Entre seus filhos estavam Charles Bertram Black (1821–1906), Francis Black (1830–1892) e Adam William Black (1836–1898).
Sua neta, Eda Lawrie, casou-se com o botânico Robert John Harvey Gibson.